# Ruby Roseman-Gannon
Ruby Roseman-Gannon (Melbourne, 8 de noviembre de 1998) es una deportista australiana que compite en ciclismo en la modalidad de ruta. Ganó una medalla de oro en el Campeonato Mundial de Ciclismo en Ruta de 2024, en la prueba de contrarreloj por relevos mixtos.

## Medallero internacional
| Campeonato Mundial | Campeonato Mundial | Campeonato Mundial | Campeonato Mundial              |
| Año                | Lugar              | Medalla            | Competición                     |
| ------------------ | ------------------ | ------------------ | ------------------------------- |
| 2024               | Zúrich (Suiza)     | Medalla de oro     | Contrarreloj por relevos mixtos |